# Aeroportul Internațional Hargeisa
Aeroportul Internațional Hargeisa (IATA: HGA, ICAO: HCMH) este un aeroport din Maroodi Jeeh⁠(d), Somaliland ce deservește zona Hargeisa. Aeroportul a fost tranzitat în 2012 de 85.800 de pasageri. A fost deschis în 1954 și numit după zona deservită.
Situat la o altitudine de 1.348 m, aeroportul dispune de 1 pistă. Este operat de Somaliland Civil Aviation and Airports Authority⁠(d).

## Infrastructură

### Piste
Aeroportul dispune de o singură pistă. Pista 06/24 are suprafața de asfalt și dimensiunile 2.438 m × 45 m. 